# عبدالله ناصر
عبدالله ناصر (انگلیسی: Abdullah Nasser؛ زادهٔ ۱۵ ژوئیهٔ ۱۹۹۲) بازیکن فوتبال اهل امارات متحده عربی است.